# Каримов, Али Карим оглу
Али́ Кари́м оглу́ Кари́мов (азерб. Əli Kərim oğlu Kərimov; 21 марта 1914, Шихлар, Бакинская губерния — ?) — старшина РККА, снайпер 229-го гвардейского стрелкового полка 72-й гвардейской стрелковой дивизии 7-й гвардейской армии 2-го Украинского фронта; стрелок 229-го гвардейского стрелкового полка 72-й гвардейской стрелковой дивизии 53-й армии 2-го Украинского фронта. Полный кавалер Ордена Славы.

## Биография
Родился 14 апреля 1914 года в селе Шихлар в семье крестьянина. Окончил 7 классов, работал в колхозе. В Красной Армии служил в 1936—1939 годах и с 1941 года. Сражался на 2-м Украинском фронте. Принимал участие в освобождении Румынии и Венгрии. Будучи снайпером 229-го гвардейского стрелкового полка (72-я гвардейская стрелковая дивизия, 7-я гвардейская армия, 2-й Украинский фронт) гвардии ефрейтор Каримов 22 августа 1944 года при прорыве вражеской обороны у населённого пункта Когельтияму (Румыния) первым ворвался во вражескую траншею проник в дот, уничтожил четверых солдат врага, а двоих взял в плен. За мужество и отвагу, проявленные в боях, гвардии ефрейтор Каримов 10 сентября 1944 года был награждён орденом Славы 3-й степени. 21 сентября 1944 года Каримов в том же боевом составе в бою близ населённого пункта Олах-Телек (в 13 км юго-восточнее Регина) в числе первых ворвался в расположение противника, истребил расчёт пушки и подавил 2 пулемётные точки. Был контужен, но не покинул поля боя. 26 октября 1944 года получил орден Славы 2-й степени.
6 ноября 1944 года, имея по началом группу из 5 бойцов, скрытно пробрался в тыл неприятеля северо-западнее города Сольнок. Группа пересекла передний край и в тылу противника установила расположение немецкого штаба. Каримов принял решение атаковать дом. Смело действуя гранатами и стрелковым оружием, разведчики разгромили гитлеровский штаб уничтожили офицера и пятерых солдат, захватили штабные карты и документы, артиллерийские приборы и доставили в своё расположение. При отражении вражеской контратаки Каримов лично истребил 6 пехотинцев врага. Услышав шум боя у себя в тылу, немцы поддались панике и начали покидать свои позиции. В результате подразделение успешно атаковало, выбив гитлеровцев из деревни, и продвинулось вперед на несколько километров. За образцовое выполнение заданий командования в боях с немецко-фашистскими захватчиками гвардии ефрейтор Али Каримов был награждён орденом Славы 1-й степени. Во время форсирования реки Серет в составе группы разведчиков он первым переправился на противоположный берег. Обойдя немецкую позицию, разведчики с тыла ворвались в траншею противника и в коротком бою захватили её. При этом Каримов лично взял в плен девятерых вражеских солдат. Награждён орденом Красной Звезды. В ходе боёв в Венгрии Каримову удалось выследить искусно замаскированное немецкое орудие, которое своим огнём препятствовало продвижению подразделения. Али скрытно подобрался к позиции немецких артиллеристов и гранатами и огнём из автомата уничтожил расчёт. За этот подвиг Каримов был награждён вторым орденом Красной Звезды.
Участник Парада Победы 24 июня 1945 года. В том же году демобилизован из Вооружённых Сил СССР. Жил в посёлке Гобустан. Работал мастером по бурению в тресте «Апшеронбурнефть».

## Награды
- орден Славы 3-й (10.09.1944)[3], 2-й (26.10.1944)[4] и 1-й (24.3.1945)[5] степеней
- орден Красной Звезды (25.12.1944)[6]
- орден Отечественной войны I степени (6.4.1985)[1]

## Комментарии
1. ↑  В 1930—1943 и 1959—1990 годы — в составе Шемахинского района[2]; ныне — в Гобустанском районе Азербайджана.